# Índice de envelhecimento
Índice de envelhecimento é a relação existente entre o número de idosos e a população jovem numa certa região. É habitualmente expresso em número de residentes com 65 ou mais anos por 100 residentes com menos de 15 anos.
Segundo o estatuto do idoso e site do IBGE, no Brasil é considerado idoso a pessoa com 60 anos ou mais. 
O índice de envelhecimento pode ser calculado através da fórmula:
IE= população com 65 ou mais anos a dividir pela população com menos de 15 anos x 100